# 特林波特
特林波特是德国莱茵兰-普法尔茨州的一个市镇。总面积2.19平方公里，总人口291人，其中男性152人，女性139人（2011年12月31日），人口密度133人/平方公里。